# Al-Ḥurr ibn ʿAbd al-Raḥmān al-Thaqafī
Al-Ḥurr ibn ʿAbd al-Raḥmān al-Thaqafī (in arabo الحر بن عبد الرحمن الثقفي‎?; ... – 719) detto Alaor dalle cronache ispaniche, fu Wālī omayyade di al-Andalus dal 716 al 719.

## Origine
Il Diccionario biográfico español, Real Academia de la Historia, riporta che era figlio di ʿAbd al-Raḥmān al-Thaqafī, di cui non si conoscono gli ascendenti, ma che, sempre secondo il Diccionario biográfico español, Real Academia de la Historia, potrebbe essere stato un qaysita.

La penisola iberica, nel 716, nel primo anno del governo di al-Ḥurr ibn ʿAbd al-Raḥmān al-Thaqafī

## Biografia
Dopo l'omicidio di ʿAbd al-Azīz ibn Mūsā, terzo wālī di al-Andalus, il cugino Ayyūb ibn Ḥabīb al-Lakhmī fu designato wālī di al-Andalus dai giustizieri del cugino, inviati da Damasco. Essi, a Qayrawān, capitale dell'Ifriqiya, non incontrarono il Wālī e quindi non poterono fare approvare la nomina, che non fu nemmeno confermata dal califfo di Damasco, Sulaymān b. ʿAbd al-Malik, che non aveva alcuna simpatia per i famigliari di Mūsā b. Nuṣayr.

Secondo la Histoire de la conquête de l'Espagne par les Musulmans furono i Berberi che, trovandosi senza Wālī, avevano eletto il nipote di Mūsā.
Al-Ḥurr ibn ʿAbd al-Raḥmān al-Thaqafī fu nominato nel 716 Wālī) di al-Andalus dal Wālī d'Ifrīqiya, Muḥammad ibn Yazīd al-Qurashi, scelto nel 715 in sostituzione di Mūsā b. Nuṣayr; la Histoire de la conquête de l'Espagne par les Musulmans conferma la nomina, chiamando wālī d'Ifrīqiya, ʿAbd Allāh ibn Yazīd, mentre gli Akhbār Majmūʿa: crónica anónima lo chiamano ʿUbayd Allāh e precisano che al-Ḥurr avrebbe dovuto indagare sulla morte del precedente wālī, ʿAbd al-ʿAzīz b. Mūsā.
Appena giunto in al-Andalus, con un seguito di 400 notabili di Ifrīqiya, secondo la Histoire de l'Afrique et de l'Espagne, spostò la sede emirale di al-Andalus da Siviglia a Cordova, che rimase capitale sino a che il califfo omayyade, Hishām III, fu deposto, nel 1031.
Nella primavera del 717 iniziò la campagna annuale ( ṣayfa ), marciando sulla parte orientale della provincia Tarragonese, dove riuscì a sottomettere alcuni governatori visigoti che colà resistevano dopo la disfatta di re Rodrigo.
Risalì l'Ebro, sottomettendo diverse città, tra cui Pamplona; secondo EL FIN DE LOS VISIGODOS, al-Ḥurr completò la conquista della penisola iberica.
Nel 718 tornò a marciare contro i Visigoti della Tarragonese obbligando i governatori visigoti, leali al loro re Ardo, a ritirarsi e a rifugiarsi in Settimania o nel regno dei Franchi (dagli arabi chiamati Ifranj, mentre i Goti erano conosciuti come Isbāniyyūn).

Sembra che questi ultimi sottoscrivessero un importante documento che trasferiva al dominio del regno dei Franchi la regione a sud dei Pirenei (quella che diverrà la Catalogna).

Comunque, nel 717, le guarnigioni visigote che si erano ritirate in Barcellona, furono sconfitte davanti alle porte della città, dalle truppe islamiche. Successivamente sia Gerona che Empúries, dove gli ebrei erano in numero rilevante, si arresero ai musulmani e ai loro alleati, obbligando i cristiani ad abbandonare le città. Entro lo stesso anno tutta la nobiltà gota fu obbligata a ritirarsi, attraversando i Pirenei, in Settimania, fissarono la capitale di ciò che era rimasto del regno a Narbona, dove si riorganizzarono, per tentare la riconquista della penisola iberica.
Al-Ḥurr ibn ʿAbd al-Raḥmān al-Thaqafī fu il primo Wālī di al-Andalus ad attraversare i Pirenei, come sostiene lo storico C.H. Becker.

Secondo La dinámica política, al-Ḥurr ibn ʿAbd al-Raḥmān al-Thaqafī, tra il 717 ed il 719, conquistò gran parte della Settimania, tra cui Nimes e Carcassonne.
Secondo una leggenda, nel 718 Pelagio avrebbe guidato una prima rivolta per vendicare la violenza fatta dal governatore Munuza a sua sorella, Ormesinda, come narra la Cronaca di Alfonso III. 
Nella primavera del 719 al-Ḥurr, che si era contraddistinto per una politica assai dura verso i suoi sudditi, fu sostituito dal nuovo wālī, al-Samḥ b. Mālik al-Khawlānī, arrivato da Damasco, dopo aver ricevuto la nomina dal nuovo wālī di Ifrīqiya, Ismāʿīl b. ʿAbd Allāh b. Abī al-Muhājir, approvata dal califfo omayyade ʿUmar ibn ʿAbd al-ʿAzīz (717-720); anzi secondo Spagna musulmana e Portogallo al-Samḥ era stato designato direttamente dal califfo ʿOmar II, nel 718.
Non si conosce l'anno esatto della morte di al-Ḥurr; secondo EL FIN DE LOS VISIGODOS, al-Ḥurr fu assassinato in quello stesso 719.

### Fonti primarie
- (FR)  Histoire de la conquête de l'Espagne par les Musulmans
- (FR)  #ES Histoire de l'Afrique et de l'Espagne
- (ES)  Ajbar Machmuâ: crónica anónima
- (EN)  #ES Ibn Abd-el-Hakem's History of the Conquest of Spain
- (EN)  muslim spain and portugal

### Letteratura storiografica
- C.H. Becker, L'espansione dei saraceni in Africa e in Europa, in Storia del mondo medievale, vol. II, Garzanti, 1999,  pp. 70-96.
- (ES)  #ES EL FIN DE LOS VISIGODOS
- (ES)  La dinámica política
- (LA)  #ES Cronica Alfonso III.